# Chlamydopus
Chlamydopus — рід грибів родини Agaricaceae. Назва вперше опублікована 1898 року.

## Класифікація
До роду Chlamydopus відносять 3 види:
- Chlamydopus amblaiensis
- Chlamydopus clavatus
- Chlamydopus meyenianus